# Karačajevo-Čerkezija
Republika Karačajevo-Čerkezija (abazinski: Къарча-Черкес Республик, karačajsko-balkarski: Къарачай-Черкес Республика, kabardinski: Къэрэшей-Шэрджэс Республикэ, nogajski: Карашай-Шеркеш Республика, ruski: Карача́ево-Черке́сская Респу́блика) je republika u Ruskoj Federaciji smještana na Kavkazu.